# 27-ма паралель північної широти
27-ма паралель північної широти — лінія широти, що лежить на 27 градусів північніше земної екваторіальної площини. Вона проходить через Африку, Азію, Тихий океан, Північну Америку та Атлантичний океан.
На цій широті під час літнього сонцестояння сонце видно 13 годин 51 хвилину, а під час зимового сонцестояння — 10 годин 26 хвилин.

## Список географічних об'єктів, що перетинає 27° пн. ш.
Починаючи з Гринвіцького меридіану та рухаючись на схід, 27-ма паралель північної широти проходить через:
| Координати                                                   | Країна, територія або море | Примітки |
| ------------------------------------------------------------ | -------------------------- | --- |
| 27°0′ пн. ш. 0°0′ сх. д. / 27.000° пн. ш. 0.000° сх. д.      | Алжир                      | |
| 27°0′ пн. ш. 9°50′ сх. д. / 27.000° пн. ш. 9.833° сх. д.     | Лівія                      | |
| 27°0′ пн. ш. 25°0′ сх. д. / 27.000° пн. ш. 25.000° сх. д.    | Єгипет                     | |
| 27°0′ пн. ш. 33°54′ сх. д. / 27.000° пн. ш. 33.900° сх. д.   | Червоне море               | |
| 27°0′ пн. ш. 35°55′ сх. д. / 27.000° пн. ш. 35.917° сх. д.   | Саудівська Аравія          | |
| 27°0′ пн. ш. 49°40′ сх. д. / 27.000° пн. ш. 49.667° сх. д.   | Перська затока             | Проходить північніше острова Лаван, Іран |
| 27°0′ пн. ш. 53°21′ сх. д. / 27.000° пн. ш. 53.350° сх. д.   | Іран                       | |
| 27°0′ пн. ш. 55°48′ сх. д. / 27.000° пн. ш. 55.800° сх. д.   | Перська затока             | Ормузька протока Проходить північніше острова Кешм, Іран Проходить південніше острова Ормуз, Іран                                                     |
| 27°0′ пн. ш. 56°54′ сх. д. / 27.000° пн. ш. 56.900° сх. д.   | Іран                       | |
| 27°0′ пн. ш. 63°15′ сх. д. / 27.000° пн. ш. 63.250° сх. д.   | Пакистан                   | Белуджистан Сінд |
| 27°0′ пн. ш. 69°31′ сх. д. / 27.000° пн. ш. 69.517° сх. д.   | Індія                      | Раджастхан Уттар-Прадеш Біхар |
| 27°0′ пн. ш. 84°51′ сх. д. / 27.000° пн. ш. 84.850° сх. д.   | Непал                      | Проходить через Біргандж |
| 27°0′ пн. ш. 88°6′ сх. д. / 27.000° пн. ш. 88.100° сх. д.    | Індія                      | Західний Бенгал |
| 27°0′ пн. ш. 88°52′ сх. д. / 27.000° пн. ш. 88.867° сх. д.   | Бутан                      | |
| 27°0′ пн. ш. 92°5′ сх. д. / 27.000° пн. ш. 92.083° сх. д.    | Індія                      | Аруначал-Прадеш — претендує КНР Ассам Аруначал-Прадеш                                                                                                 |
| 27°0′ пн. ш. 95°48′ сх. д. / 27.000° пн. ш. 95.800° сх. д.   | М'янма                     | |
| 27°0′ пн. ш. 98°44′ сх. д. / 27.000° пн. ш. 98.733° сх. д.   | КНР                        | Юньнань Сичуань Юньнань Гуйчжоу Хунань — приблизно на 4 км Гуйчжоу Хунань — проходить північніше Хен'яна Цзянсі — проходить південніше Цзіаня Фуцзянь |
| 27°0′ пн. ш. 120°16′ сх. д. / 27.000° пн. ш. 120.267° сх. д. | Східнокитайське море       | |
| 27°0′ пн. ш. 127°56′ сх. д. / 27.000° пн. ш. 127.933° сх. д. | Японія                     | Проходить через острів Іхея[en] |
| 27°0′ пн. ш. 127°56′ сх. д. / 27.000° пн. ш. 127.933° сх. д. | Тихий океан                | Проходить північніше острова Окінава, Японія Проходить південніше острова Йорон, Японія Проходить південніше острова Тітідзіма, Японія                |
| 27°0′ пн. ш. 114°2′ зх. д. / 27.000° пн. ш. 114.033° зх. д.  | Мексика                    | Проходить через півострів Каліфорнія |
| 27°0′ пн. ш. 112°1′ зх. д. / 27.000° пн. ш. 112.017° зх. д.  | Каліфорнійська затока      | |
| 27°0′ пн. ш. 109°57′ зх. д. / 27.000° пн. ш. 109.950° зх. д. | Мексика                    | Проходить південніше Навохоа та північніше Монклови[en]                                                                                               |
| 27°0′ пн. ш. 99°24′ зх. д. / 27.000° пн. ш. 99.400° зх. д.   | США                        | Техас Проходить через острів Падре[en] |
| 27°0′ пн. ш. 97°23′ зх. д. / 27.000° пн. ш. 97.383° зх. д.   | Мексиканська затока        | |
| 27°0′ пн. ш. 82°25′ зх. д. / 27.000° пн. ш. 82.417° зх. д.   | США                        | Флорида — проходить через Порт-Шарлотт та Гоб-Саунд                                                                                                   |
| 27°0′ пн. ш. 80°5′ зх. д. / 27.000° пн. ш. 80.083° зх. д.    | Атлантичний океан          | |
| 27°0′ пн. ш. 78°13′ зх. д. / 27.000° пн. ш. 78.217° зх. д.   | Багамські Острови          | Проходить через острів Грейт-Сел-Кей |
| 27°0′ пн. ш. 78°12′ зх. д. / 27.000° пн. ш. 78.200° зх. д.   | Атлантичний океан          | Проходить між острівцями Фіш-Кейс та Пенсакола-Кейс, Багамські Острови                                                                                |
| 27°0′ пн. ш. 13°27′ зх. д. / 27.000° пн. ш. 13.450° зх. д.   | Західна Сахара             | Претендує Марокко та Сахарська Арабська Демократична Республіка                                                                                       |
| 27°0′ пн. ш. 8°40′ зх. д. / 27.000° пн. ш. 8.667° зх. д.     | Мавританія                 | |
| 27°0′ пн. ш. 8°9′ зх. д. / 27.000° пн. ш. 8.150° зх. д.      | Алжир                      | |